# Sigourney Weaver
Susan Alexandra (Sigourney) Weaver (New York, 8 oktober 1949) is een Amerikaanse actrice. Ze werd in 1987 genomineerd voor een Academy Award voor haar hoofdrol in Aliens en kreeg in 1989 ook nominaties voor haar hoofdrol in Gorillas in the Mist én voor haar bijrol in Working Girl. Meer dan tien filmprijzen werden haar daadwerkelijk toegekend, waaronder twee Golden Globes, een BAFTA Award en een Saturn Award.

## Biografie
Weaver is de dochter van televisieproducent en president van NBC Pat Weaver en de Britse actrice Elizabeth Inglis. Ze veranderde haar naam op veertienjarige leeftijd in 'Sigourney', naar een personage uit het boek The Great Gatsby van F. Scott Fitzgerald. Ze studeerde af aan Stanford en Yale (in dezelfde klas als Meryl Streep).
In de jaren zeventig speelde ze in experimentele en klassieke toneelstukken, onder andere van haar voormalige klasgenoot Christopher Durang. Door haar lengte (ze is 1,82 meter) werd ze vaak genegeerd door de meeste producenten en regisseurs.
In 1976 kreeg Weaver een rolletje in de soap Somerset. Het jaar daarop maakte ze haar filmdebuut: ze was zes seconden te zien in Annie Hall van Woody Allen. In 1978 had ze haar eerste hoofdrol in Madman, waarna ze het jaar daarop doorbrak in Ridley Scott's Alien, wat wellicht haar bekendste rol werd. De rol van Ellen Ripley maakte van Weaver een van de grootste actrices van het moment. Ze vervolgde haar carrière met dramafilms als Eyewitness (1981) en The Year of Living Dangerously (1982), met Mel Gibson. In 1984 speelde ze haar eerste komische rol in Ghostbusters.
In 1986 kwam het eerste vervolg op Alien uit. In Aliens zette Weaver Ripley neer als een intelligente, krachtige vrouw. Ze werd voor haar rol beloond met een eerste Oscarnominatie. Ook voor haar rol als dierenrechtenactiviste Dian Fossey in Gorillas in the Mist en in Working Girl (beide in 1988) werd ze genomineerd voor een Oscar. Ze liep de prijs alle drie de keren mis, maar kreeg wel Golden Globes voor de laatstgenoemde twee films.
Voor haar rol in The Ice Storm uit 1997 kreeg ze haar vierde Golden Globe-nominatie en won ze een BAFTA voor beste vrouwelijke bijrol.
Weaver trouwde op 1 oktober 1984 met regisseur Jim Simpson, met wie ze in april 1990 een dochter kreeg.

## Filmografie

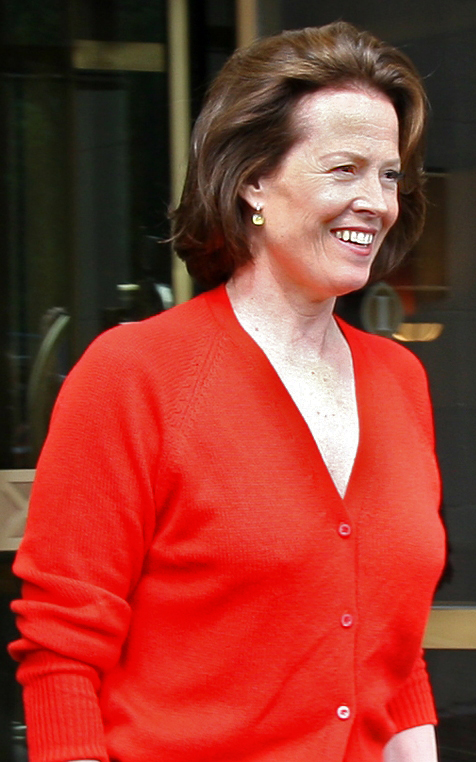
Weaver in 2007